# Григорій Каппадокійський
Григорій Каппадокійський (???-348) був дев'ятим Папою Коптської Церкви (найвища посада Олександрійського Патріархату в Єгипті).
Католицька, православна та коптська церкви не визнають його, вважаючи замість нього патріархом Афанасія Олександрійського. До нього дійшло небагато новин про його життя, і, найчастіше, джерела, з яких черпають історики, ймовірно, мають упередженість, як пишуть його опоненти.

## Біографія
Аріанський священик, він був обраний Антіохійським собором новим єпископом Александрії, звільненим через усунення його попередника Афанасія самим собором. Григорій заволодів резиденцією єпископа в єгипетському місті завдяки допомозі армії, але, тим не менш, не зміг перешкодити втечі Афанасія, незважаючи на те, що окупація Олександрії імператорськими військами застала патріарха зненацька, який мав намір відслужити месу.
Існують протилежні свідчення про поведінку Григорія, коли він став єпископом. Афанасій у своїх творах описує його як лютого гонителя віруючих Нікейського віровчення і розповідає про те, як він також виступив проти арійського руху, спаливши церкву, присвячену Діонісу. Рада в Сардиці (347) визначила його, за словами самого Афанасія, "не тільки неортодоксальним, але навіть не християнським", і в 344 році він був скинутий самими аріями, які, за словами Созомена, не могли терпіти його поведінки та відсутності відданість, з якою він підтримував аріанство. Він помер у 348 році, незадовго до повернення Афанасія, яке відбулося в 349 році.